# Лилианская дата
Лилиа́нская дата (Ли́лиева дата) — астрономический способ измерения времени, при котором считается количество дней, прошедших с введения григорианского календаря (00:00:00 15 октября 1582 года). Дата меняется в полночь по всемирному координированному времени. Лилианская дата 15 октября 1582 года имеет порядковый номер 1. Она названа в честь Алоизия Лилия, автора проекта григорианского календаря. Термин был введён сотрудником IBM Брюсом Г. Омом в 1986 году.
Другой, более известной, является юлианская дата, используемая для определения количества дней, прошедших с полудня 1 января 4713 года до н. э. по юлианскому календарю. Юлианская дата начинается в полдень, десятичная дробь может быть использована для представления времени суток. В противоположность этому, в Лилианской дате не используются часовые пояса и время суток.
Лилианская дата может быть получена из Юлианской даты путём вычитания 2 299 160,5 и исключения из результата десятичной дроби. В настоящее время Лилианская дата используется в языке программирования  RPG фирмы IBM.

## Текущее значение
Сегодня суббота, 2 августа 2025 года, Лилианская дата 161729.